# Walter Boveri

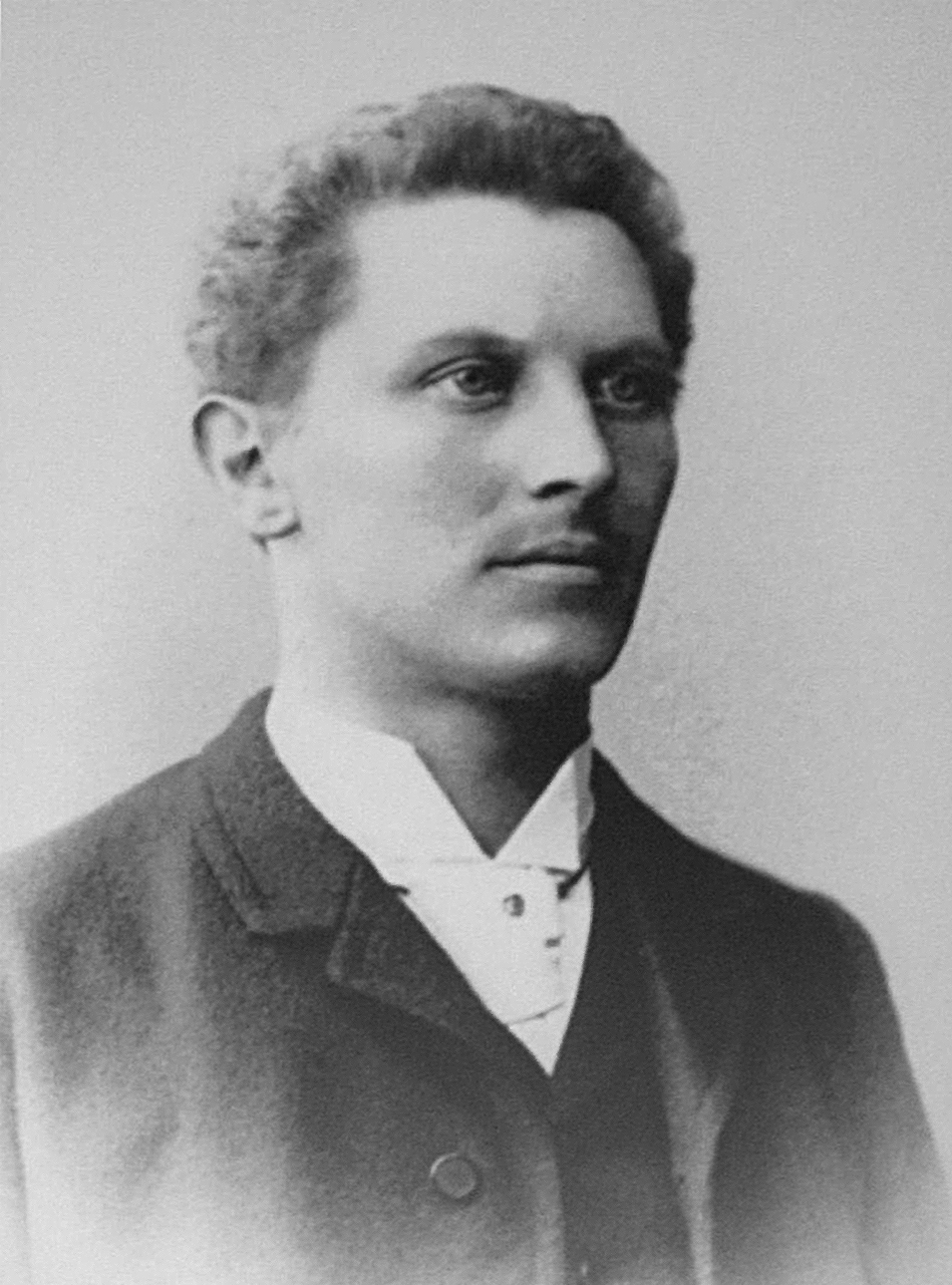
Walter Boveri (circa 1900, also mit circa 35 Jahren)

Walter Boveri (* 21. Februar 1865 in Bamberg, Bayern; † 28. Oktober 1924 in Baden, Schweiz) war ein deutsch-schweizerischer Industrieller und Mitbegründer des weltweit tätigen Elektrotechnikkonzerns Brown, Boveri & Cie. (heute Asea Brown Boveri).

## Biografie
Walter Boveris Vorfahren stammten ursprünglich aus Savoyen und ließen sich zu Beginn des 17. Jahrhunderts im unterfränkischen Iphofen nieder, 1835 in Bamberg. 1865 wurde Walter Boveri als dritter von vier Söhnen des Arztes Theodor Boveri geboren. Der zweitälteste Sohn Theodor Boveri jun. wurde ein bekannter vergleichender Anatom bzw. Zoologe. Als 17-Jähriger trat Walter Boveri in die königliche Maschinenbauschule in Nürnberg ein. Er schloss diese 1885 ab und zog daraufhin in die Schweiz. Dort war er zunächst Volontär und wenig später Montageleiter für elektrische Anlagen bei der Maschinenfabrik Oerlikon (MFO).
1887 fasste Charles Eugene Lancelot Brown, der technische Direktor der MFO, die Gründung eines eigenen Unternehmens ins Auge. Boveri tat sich mit ihm zusammen und begann nach Investoren zu suchen, blieb aber während mehreren Jahren erfolglos. 1891 heiratete er Victoire Baumann; ein Jahr zuvor hatte er von seinem zukünftigen Schwiegervater, dem Zürcher Seidenindustriellen Conrad Baumann, ein großzügiges Darlehen erhalten. Im Dezember 1890 schlossen Brown und Boveri einen Assoziationsvertrag, drei Monate später wählten sie Baden als Firmenstandort. Die Gründung der Brown, Boveri & Cie. (BBC) erfolgte am 2. Oktober 1891. Zwei Jahre später erhielt Boveri die Schweizer Staatsbürgerschaft. Für sich und seine Familie ließ er 1895 die Villa Boveri errichten.
Brown kümmerte sich um die technischen Belange des Unternehmens, während Boveri, obwohl technisch ebenfalls begabt, immer stärker die Rolle des visionären kaufmännischen Leiters einnahm. Unterstützt wurde er dabei von seinem Cousin Fritz Funk, den er als Kommanditär in die Firma genommen hatte. Boveris Verdienst ist der ab 1900 einsetzende Ausbau der BBC zum internationalen Großkonzern. Im Zusammenhang mit dem Bau des Kraftwerks Ruppoldingen gründete Boveri 1894 die Elektrizitätswerke Olten-Aarburg AG, die 1936 in der Aare-Tessin AG für Elektrizität (Atel) aufging. Er gelangte dabei zur Überzeugung, dass für die Projektierung, die Finanzierung und den Bau von Kraftwerken ein weiteres Unternehmen nötig sei. Deshalb gründete er 1895 die Motor AG für angewandte Elektrizität, die spätere Motor-Columbus.
Nach Browns Rückzug ins Privatleben war Boveri von 1911 bis 1924 Verwaltungsratspräsident der BBC. Er präsidierte verschiedene Elektrizitätsgesellschaften und während des Ersten Weltkriegs die Société suisse de surveillance économique. Seine Bemühungen um die Bahnelektrifizierung trugen ihm ein Verwaltungsratsmandat der Schweizerischen Bundesbahnen ein. Als Präsident verschiedener städtischer Kommissionen war er auch in der Badener Lokalpolitik aktiv.
Boveris Söhne Theodor und Walter jun. waren später in verschiedenen Funktionen ebenfalls im Unternehmen tätig. Sein Bruder Robert (1873–1934) leitete mehrere Jahre bis zu seinem Tode das Tochterunternehmen BBC Mannheim; dessen Sohn William Boveri war dort noch bis in die 1970er Jahre als Direktor angestellt.

## Auszeichnungen
- 1916 Ehrendoktor der ETH Zürich
- 1916 Ehrenbürger von Baden